# Andreánszky Sándor
Doktor liptószentandrási báró Andreánszky Sándor (Liptószentmiklós, 1802. május 7. – Felsőbodony, 1873. szeptember 12.) földbirtokos, politikus, főispán, ügyvéd.

## Élete
Régi felvidéki, mégpedig Liptó vármegyéből származó nemesi családba született Andreánszky Jób gyermekeként Liptószentmiklóson . Iskolái befejezte után kevéssel jogi tanácsadó lett Selmecbányán. 1844-ben az új bányászati törvény megalkotásában is közreműködött. 1849 és 1853 között Bars, Nógrád, Hont és Besztercebánya császári és királyi biztosa. 1853-tól Nagyvárad főispánja. Ezt követően a pozsonyi táblabíróság elnöke. 1862-től 2 éven át Hont vármegye jegyzője volt és valóságos belső titkos tanácsos. A Bach-korszakban magas rangú tisztviselő volt a felvidéken, s mint ilyen és mint Besztercebánya főbiztosa arra törekedett, hogy Magyarországon nyelvi egyenlőség legyen magyarok és nemzetiségek között. Az 1848-1849-es események alatt egyik vezető személyisége volt a szlovák nemzeti mozgalomnak, és harcolt a forradalomban való részvételéért elítélt Rudnyánszky József besztercebányai püspök kegyelméért.
Andreánszky érdemeiért a Vaskorona-rendet kapta, majd 1866-ban a Lipót-rend középkeresztjével tüntették ki. 1862. július 13-án I. Ferenc József császár és királytól osztrák bárói (Reichsfreiherr) címet kapott.

## Családja
Feleségül vette a régi nemesi családból származó moisfalvi Gyurcsányi Annát. Gyermekeik közül két fiú, István és Gábor nevezetesebb, akik 1875-ben az osztrák mellé a magyar báróságot is megszerezték.